# Johor Bahru
Johor Bahru (phát âm tiếng Mã Lai: [ˈjohorˈbahru], từng gọi là Tanjung Puteri hay Iskandar Puteri, là thủ phủ của bang Johor tại Malaysia. Dân số Johor Bahru là 497.097 vào năm 2010. Thành phố này là một phần của Khu hành chính đặc biệt Iskandar Malaysia, thành phố đô thị lớn thứ hai trong cả nước với dân số ước tính 1.805.000 người.
Johor Bahru là thủ đô của Vương quốc Johor từ năm 1899, khi trung tâm hành chính của Quân chủ được dời đến đây từ Telok Blangah thuộc Singapore. Thành phố phát triển và hiện đại hóa trong thời gian trị vì của Quốc vương Abu Bakar bằng việc xây dựng các tòa nhà, trường học, và công trình tôn giáo. Trong Chiến tranh thế giới thứ hai, Johor Bahru bị quân Nhật chiếm đóng từ năm 1942 đến năm 1945. Người Nhật sử dụng cung Istana Bukit Serene làm căn cứ chính để tiến hành cuộc tấn công quyết định vào Singapore. Sau chiến tranh, Johor là bộ phận của Liên bang Malaya và Johor Bahru duy trì là thủ phủ. Sau khi hình thành Malaysia vào năm 1963, Johor Bahru duy trì vị thế là thủ phủ cấp bang và được cấp vị thế thành phố vào năm 1994.
Hiện tại, Johor Bahru là địa điểm thu hút du khách từ Indonesia và Singapore đến mua sắm do giá cả tại đây rẻ hơn nhiều so với tại Singapore.

## Từ nguyên
Khu vực nay là Johor Bahru nguyên mang tên Tanjung Puteri, và là một làng chài Mã Lai nằm gần Singapore. Temenggong Daeng Ibrahim sau đó đổi tên Tanjung Puteri sang Iskandar Puteri khi ông đến khu vực này vào năm 1858 sau khi giành được lãnh thổ từ Sultan Ali; sau khi Temenggong qua đời thì Sultan Abu Bakar đổi tên khu vực thành Johor Bahru. Người Anh ưu tiên viết tên khu vực là Johore Bahru hay Johore Bharu, song hiện chấp thuận chính tả Johor Bahru, do Johore chỉ được viết là Johor trong tiếng Mã Lai.
Thành phố cũng từng được cộng đồng người Hoa địa phương gọi là Tiểu Sán Đầu do hầu hết người Hoa tại đây là người Triều Châu có tổ tiên đến từ Sán Đầu vào giữa thập niên 1800, trong thời gian trị vì của Temenggong Daeng Ibrahim.

## Lịch sử

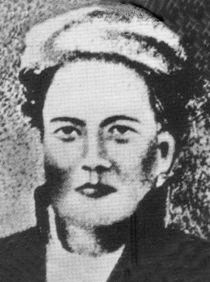
Temenggong Daeng Ibrahim, người sáng lập Tanjung Puteri, nay là Johor Bahru

Do một tranh chấp giữa người Mã Lai và người Bugis, Vương quốc Johor-Riau phân ly vào năm 1819 với Vương quốc Johor đại lục nằm dưới quyền kiểm soát của Temenggong Daeng Ibrahim còn Vương quốc Riau-Lingga nằm dưới quyền kiểm soát của người Bugis. Temenggong có ý định lập một trung tâm hành chính mới cho Vương quốc Johor để lập một triều đại dưới thể chế Temenggong. Do Temenggong có sẵn một quan hệ mật thiết với người Anh và người Anh có ý định nắm quyền kiểm soát đối với các hoạt động mậu dịch tại Singapore, một hiệp định được ký kết giữa Sultan Ali và Temenggong Ibrahim tại Singapore vào ngày 10 tháng 3 năm 1855. Theo hiệp định, Ali sẽ được đăng quang làm Sultan của Johor và nhận 5.000 real Tây Ban Nha cùng trợ cấp 500 real mỗi tháng. Đổi lại, Ali được yêu cầu nhượng chủ quyền lãnh thổ Johor (ngoại trừ Kesang thuộc Muar) cho Temenggong Ibrahim. Khi hai bên chấp thuận yêu cầu lãnh thổ của Temenggong, ông đặt tên cho khu vực là Iskandar Puteri và bắt đầu cai trị từ Telok Blangah tại Singapore. Do khu vực vẫn là một khu rừng rậm chưa khai phá, Temenggong khuyến khích người Hoa và người Java di cư đến để khai hoang đất đai và phát triển nền kinh tế nông nghiệp tại Johor. Người Hoa trồng hồ tiêu và hắc nhi trà, còn người Java đào kênh để thoát nước, xây đường, và trồng dừa. Trong thời gian này, một thương nhân người Hoa là Hoàng Á Phúc đến; đương thời người Hoa và Java đưa đến các hệ thống khế ước lao động. Sau khi Temenggong qua đời vào ngày 31 tháng 1 năm 1862, đô thị được đổi tên thành Johor Bahru và con trai ông là Abu Bakar kế vị cai quản với trung tâm hành chính dời từ Telok Blangah đến khu vực vào năm 1899.

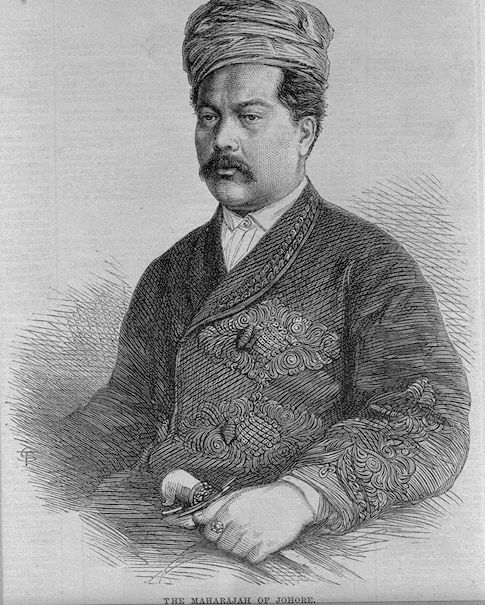
Sultan Abu Bakar, được công nhận là người sáng lập thành phố Johor Bahru hiện đại

Trong giai đoạn đầu thời gian Abu Bakar cai quản, người Anh chỉ công nhận ông như một maharaja thay vì một sultan. Năm 1855, Bộ Thuộc địa Anh bắt đầu công nhận vị thế của ông như một Sultan sau khi ông tiếp kiến Nữ vương Victoria. Ông tìm được cách lấy lại lãnh thổ Kesang sau một cuộc nội chiến với viện trợ của quân Anh và ông thúc đẩy cơ sở hạ tầng của thị trấn và kinh tế nông nghiệp. Cơ sở hạ tầng như Thánh đường Quốc gia và Vương cung được xây dựng với viện trợ của Hoàng Á Phúc, nhân vật này trở thành một người bảo trợ mật thiết cho Sultan từ khi ông di cư đến trong thời gian Temenggong trị vì. Do quan hệ Johor-Anh trở nên mật thiết, ông cũng lập chính phủ của mình theo cách thức của Anh và thi hành một hiến pháp của Johor. Tại Johor Bahru, phần mở rộng của đường sắt Bán đảo Mã Lai được hoàn thành vào năm 1909, và một đường đắp cao được hoàn thành vào năm 1923 liên kết các hệ thống đường sắt và đường bộ giữa Singapore và bán đảo Mã Lai. Johor Bahru phát triển khiêm tốn trong giai đoạn giữa hai Thế chiến. Tòa nhà Sultan Ibrahim được hoàn thành vào năm 1940, được xem như một nỗ lực của Chính phủ thực dân Anh nhằm tổ chức hợp lý hóa quản trị.

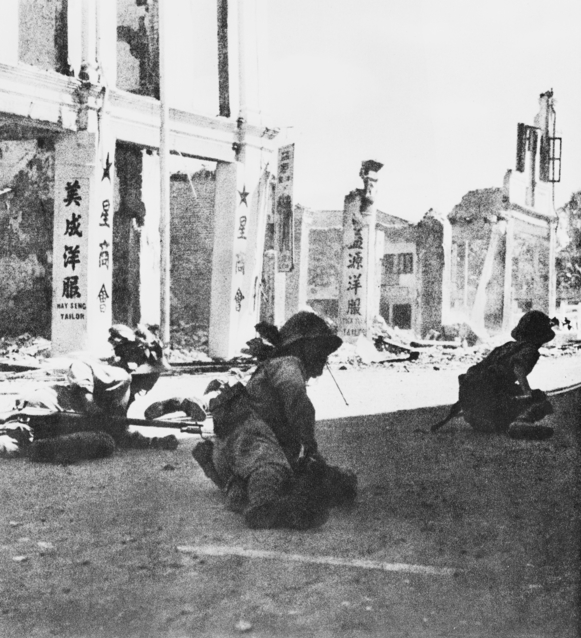
Các binh sĩ Nhật Bản cúi mình trên đường phố Johor Bahru trong giai đoạn cuối của Chiến dịch Mã Lai.

Quá trình phát triển của Johor Bahru bị gián đoạn khi quân Nhật dưới quyền Tướng quân Tomoyuki Yamashita xâm chiếm đô thị vào ngày 31 tháng 1 năm 1942. Quân Nhật tiến đến phía tây bắc của Johor từ ngày 15 tháng 1, do vậy họ dễ dàng chiếm các đô thị chính của Johor như Batu Pahat, Yong Peng, Kluang và Ayer Hitam. Quân Anh và các lực lượng Đồng Minh khác buộc phải triệt thoái hướng đến Johor Bahru; tuy nhiên sau một loạt cuộc oanh tạc của Nhật Bản vào ngày 29 tháng 1, người Anh triệt thoái sang Singapore và cho phá đường đắp cao vào hôm sau nhằm ngăn bước tiến của quân Nhật. Sau đó, người Nhật sử dụng dinh thự của Sultan là Istana Bukit Serene tại thị trấn làm căn cứ chính tạm thời để phục vụ kế hoạch chinh phục Singapore trong khi chờ nối lại đường đắt cao.
Người Nhật sửa đường đắp cao trong chưa đến một tháng và dễ dàng xâm chiếm toàn đảo Singapore. Sau khi thế chiến kết thúc, vào năm 1946 thị trấn trở thành tâm điểm của chủ nghĩa dân tộc Mã Lai tại Malaya. Một chính trị gia Mã Lai tại địa phương là Onn Jaafar thành lập Tổ chức Dân tộc Mã Lai Thống nhất vào ngày 11 tháng 5 năm 1946 trong bối cảnh người Mã Lai biểu thị rằng họ phần lớn vỡ mộng trước hành động của Chính phủ Anh trong việc cấp quyền công dân cho những người phi Mã Lai trong Liên minh Malaya được đề xuất. Sau đó, một thỏa thuận về chính sách đạt được tại Johor Bahru, theo đó người Mã Lai chấp thuận thế thống trị về kinh tế của người phi Mã Lai còn người phi Mã Lai chấp thuận thế thống trị về chính vụ của người Mã Lai. Tuy nhiên, xung đột chủng tộc giữa người Mã Lai và người phi Mã Lai, nhất là người Hoa, tiếp tục bùng lên kể từ Tình trạng khẩn cấp Malaya.
Năm 1963, Liên bang Malaya cùng với North Borneo, Sarawak và Singapore hình thành Malaysia, Johor Bahru duy trì là thủ phủ cấp bang và tiếp tục phát triển, với đô thị được mở rộng và xây dựng nhiều khu đô thị và khu công nghiệp. Đối đầu với Indonesia không tác động trực tiếp đến Johor Bahru do điểm đổ bộ chính của Indonesia tại Johor là Labis. Chỉ có một tổ chức gián điệp của Indonesia tại đô thị mang tên Gerakan Ekonomi Melayu Indonesia (GEMI), lôi kéo các cộng đồng Indonesia cư trú tại địa phương để họ cung cấp thông tin cho các biệt kích Indonesian cho đến sự kiện đánh bom MacDonald House tại Singapore. Đến đầu thập niên 1990, đô thị được mở rộng đáng kể về kích thước, và chính thức được cấp vị thế thành phố vào ngày 1 tháng 1 năm 1994. Hội đồng Thành phố Johor Bahru được thành lập và quảng trường chính hiện tại của thành phố là Dataran Bandaraya Johor Bahru được xây dựng để kỷ niệm sự kiện này. Một khu kinh doanh trung tâm được phát triển tại trung tâm của thành phố từ giữa thập niên 1990 tại khu vực quanh phố Wong Ah Fook và đường đắp cao Johor–Singapore. Chính phủ cấp bang và liên bang cấp kinh phí đáng kể để phát triển thành phố, đặc biệt là sau khi hình thành hành lang phát triển Iskandar Malaysia vào năm 2006.

## Địa lý

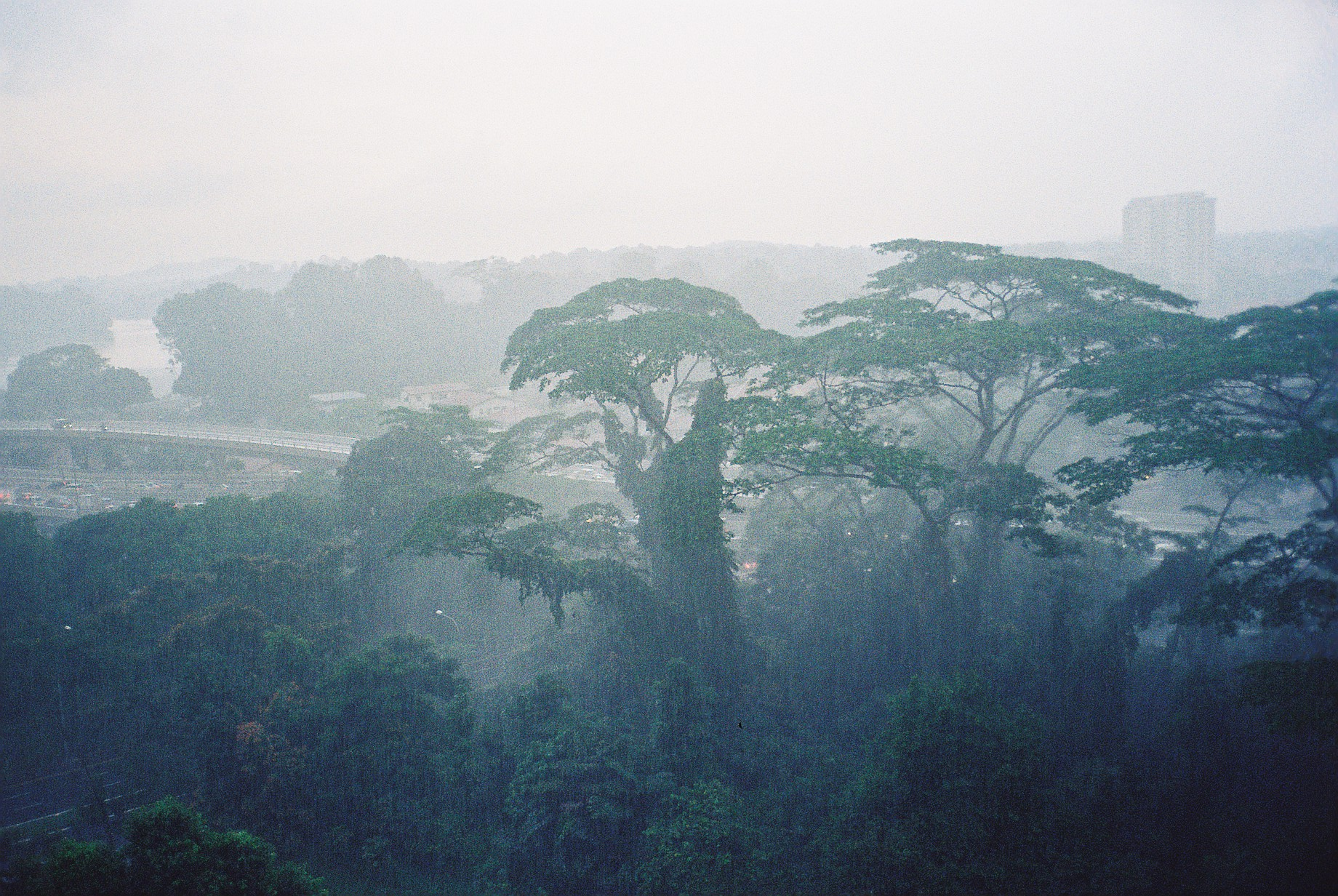
Rừng mưa nhiệt đới gần Johor Bahru.

Johor Bahru nằm dọc Eo biển Johor vốn phân tách đô thị với đảo Singapore ở phương nam. Năm 1933, diện tích thành phố chỉ là 12,12 km², đến năm 2000 được mở rộng lên hơn 220 km². Núi Ophir (Gunung Ledang) có đỉnh nằm trên độ cao 1.276 mét (4.186 ft) trên mực nước biển là điểm cao nhất tại Johor, nằm cách trung tâm thành phố 170 km.

### Khí hậu
Thành phố có khí hậu xích đạo với nhiệt độ ít biến động, lượng mưa đáng kể và độ ẩm cao quanh năm. Nhiệt độ dao động từ 25,5 °C (77,9 °F) đến 27,8 °C (82,0 °F) với lượng mưa hàng năm là khoảng 2.000 mm. Mặc dù khí hậu tương đối đồng nhất, song nó có thể biến đổi do gió mùa Đông Nam Á với biến đổi của tốc độ và hướng gió, các mùa u ám và ẩm và khô trong năm. Có hai thời kỳ gió mùa mỗi năm: từ tháng 12 đến tháng 2 có gió mùa Đông Bắc. Mùa này có đặc điểm là mưa nhiều và gió từ phía đông bắc. Gió mùa Đông Nam từ tháng 6 đến tháng 8 có đặc điểm là tương đối khô. Từ tháng 3 đến tháng 5 và từ tháng 9 đến tháng 11 tương đối êm đềm với ít mưa và gió yếu.
| Dữ liệu khí hậu của Johor Bahru (1974–2000) | Dữ liệu khí hậu của Johor Bahru (1974–2000) | Dữ liệu khí hậu của Johor Bahru (1974–2000) | Dữ liệu khí hậu của Johor Bahru (1974–2000) | Dữ liệu khí hậu của Johor Bahru (1974–2000) | Dữ liệu khí hậu của Johor Bahru (1974–2000) | Dữ liệu khí hậu của Johor Bahru (1974–2000) | Dữ liệu khí hậu của Johor Bahru (1974–2000) | Dữ liệu khí hậu của Johor Bahru (1974–2000) | Dữ liệu khí hậu của Johor Bahru (1974–2000) | Dữ liệu khí hậu của Johor Bahru (1974–2000) | Dữ liệu khí hậu của Johor Bahru (1974–2000) | Dữ liệu khí hậu của Johor Bahru (1974–2000) | Dữ liệu khí hậu của Johor Bahru (1974–2000) |
| Tháng                                       | 1                                           | 2                                           | 3                                           | 4                                           | 5                                           | 6                                           | 7                                           | 8                                           | 9                                           | 10                                          | 11                                          | 12                                          | Năm                                         |
| ------------------------------------------- | ------------------------------------------- | ------------------------------------------- | ------------------------------------------- | ------------------------------------------- | ------------------------------------------- | ------------------------------------------- | ------------------------------------------- | ------------------------------------------- | ------------------------------------------- | ------------------------------------------- | ------------------------------------------- | ------------------------------------------- | ------------------------------------------- |
| Trung bình ngày tối đa °C (°F)              | 31.0 (87.8)                                 | 32.0 (89.6)                                 | 32.5 (90.5)                                 | 32.8 (91.0)                                 | 32.5 (90.5)                                 | 32.1 (89.8)                                 | 31.5 (88.7)                                 | 31.5 (88.7)                                 | 31.5 (88.7)                                 | 31.8 (89.2)                                 | 31.3 (88.3)                                 | 30.6 (87.1)                                 | 31.8 (89.2)                                 |
| Tối thiểu trung bình ngày °C (°F)           | 21.9 (71.4)                                 | 22.0 (71.6)                                 | 22.4 (72.3)                                 | 22.9 (73.2)                                 | 23.1 (73.6)                                 | 22.9 (73.2)                                 | 22.4 (72.3)                                 | 22.4 (72.3)                                 | 22.4 (72.3)                                 | 22.6 (72.7)                                 | 22.7 (72.9)                                 | 22.4 (72.3)                                 | 22.5 (72.5)                                 |
| Lượng mưa trung bình mm (inches)            | 162.6 (6.40)                                | 139.8 (5.50)                                | 203.4 (8.01)                                | 232.8 (9.17)                                | 215.3 (8.48)                                | 148.1 (5.83)                                | 177.0 (6.97)                                | 185.9 (7.32)                                | 190.8 (7.51)                                | 217.7 (8.57)                                | 237.6 (9.35)                                | 244.5 (9.63)                                | 2.355,5 (92.74)                             |
| Số ngày mưa trung bình (≥ 1.0 mm)           | 11                                          | 9                                           | 13                                          | 15                                          | 15                                          | 12                                          | 13                                          | 13                                          | 13                                          | 16                                          | 17                                          | 15                                          | 162                                         |
| Nguồn: Tổ chức Khí tượng Thế giới           |                                             |                                             |                                             |                                             |                                             |                                             |                                             |                                             |                                             |                                             |                                             |                                             |                                             |

## Nhân khẩu

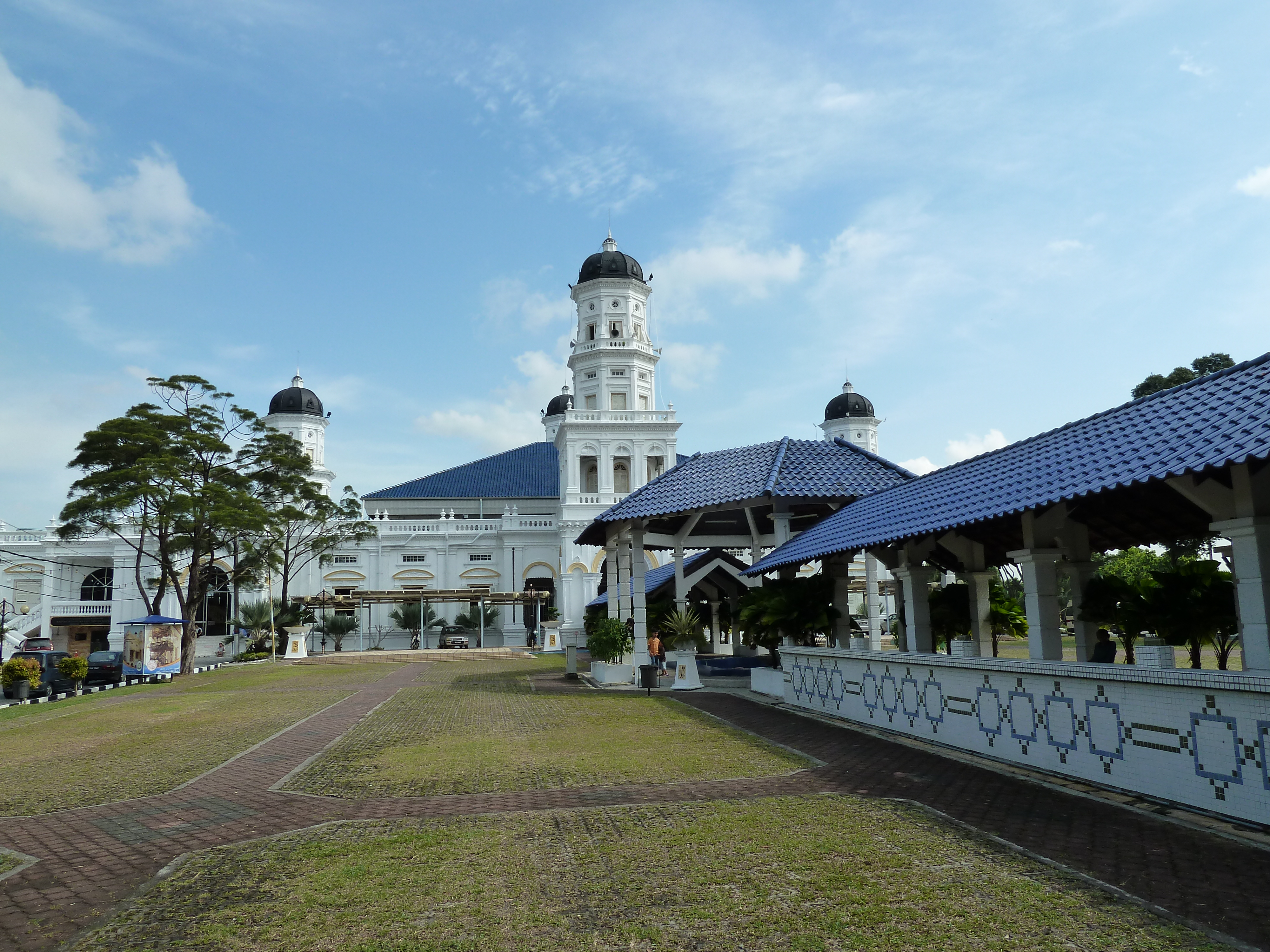
Thánh đường cấp bang Sultan Abu Bakar là thánh đường Hồi giáo chính tại thành phố.

Theo điều tra nhân khẩu năm 2010 tại Malaysia, dân số Johor Bahru là 497.097. Dân cư thành phố hiện nay bao gồm ba nhóm dân tộc chính: người Mã Lai, người Hoa, và người Ấn, cùng với những người bumiputra khác. Người Mã Lai có số lượng đông nhất với 240.323, tiếp đến là người Hoa với 172.609, có 33.319 người Ấn và 2.957 người thuộc các nhóm khác. 42.585 cư dân thành phố không phải là công dân Malaysia. Hầu hết người Mã Lai tại Johor Bahru chủ yếu có nguồn gốc là người Mã Lai Riau và người Java. Người Hoa chủ yếu bao gồm các nhóm Triều Châu, Hải Nam và Khách Gia, trong khi cộng đồng người Ấn chủ yếu là người Tamil và Telugu. Người Mã Lai theo Hồi giáo, người Hoa theo Phật giáo hoặc Đạo giáo, Nho giáo hay Thiên Chúa giáo; người Ấn hầu hết theo Ấn Độ giáo.
Cư dân Johor Bahru chủ yếu nói tiếng Mã Lai. Cư dân người Hoa nói một số phương ngôn: Triều Châu, Hải Nam, Khách Gia, Chương-Tuyền, Quảng Đông, Phúc Châu, Phúc Thanh Cộng đồng Ấn Độ chủ yếu nói tiếng Tamil và tiếng Telugu.

## Kinh tế

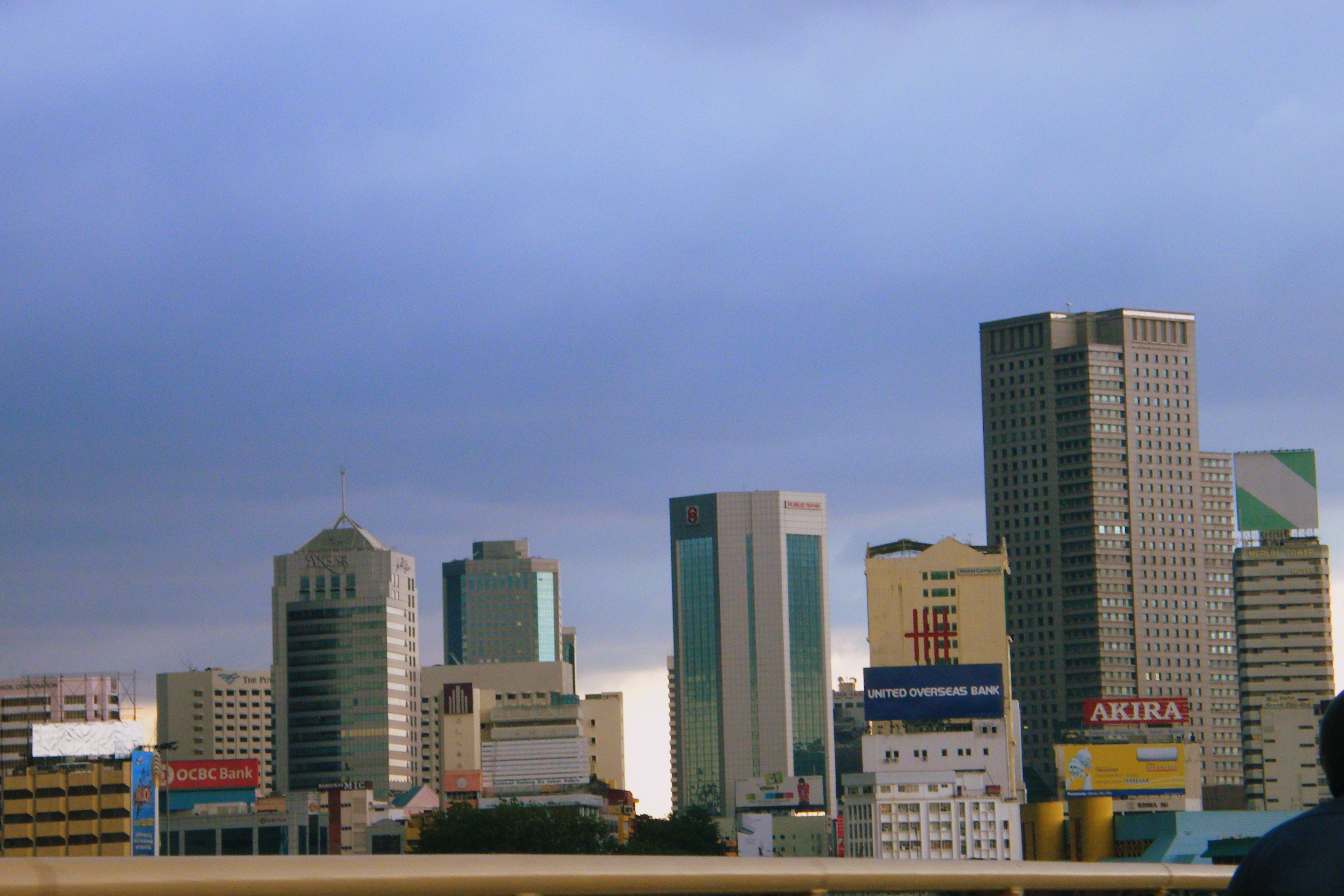
Johor Bahru là trung tâm kinh tế của Johor.

Johor Bahru là một trong các thành phố tăng trưởng nhanh nhất tại Malaysia. Thành phố nằm trong Tam giác tăng trưởng Indonesia–Malaysia–Singapore, trở thành trung tâm công thương chính của Johor. Ngành kinh tế dựa trên lĩnh vực thứ ba chiếm ưu thế trong kinh tế thành phố với hàng nghìn người Singapore cùng với người Indonesia và các du khách quốc tế khác đến thăm thành phố. Đây là một trung tâm của dịch vụ tài chính, thương nghiệp và bán lẻ, nghệ thuật và văn hóa, khách sạn, du lịch đô thị, chế tạo chất dẻo, điện-điện tử và chế biến thực phẩm. Thành phố có quan hệ kinh tế rất mật thiết với Singapore do nhiều người Singapore thường xuyên đến đây để mua sắm, giải trí, và dùng bữa, điều này làm tăng thu nhập của thành phố với những đồng dollar Singapore mạnh hơn; một số người Singapore chọn cư trú tại thành phố. Do đó, thị trường bán lẻ tại Johor Bahru tiếp tục phát triển để đáp ứng nhu cầu của khách hàng. Các khu mua sắm chính nằm trong địa giới thành phố, với một số phố mua sắm lớn nằm tại ngoại ô. Một lượng lớn các cư dân của thành phố làm việc tại Singapore, tại đó họ nhận được lương cao hơn tại Malaysia. Sự hiện diện của các công ty Singapore và Trung Quốc cũng đáng kể, khi Trung Quốc là nước đầu tư lớn thứ năm tại hành lang Iskandar Malaysia sau Singapore, Hoa Kỳ, Tây Ban Nha và Nhật Bản tính đến tháng 9 năm 2014. Năm 2014, việc thay đổi ngày nghỉ cuối tuần sang thứ 6 và thứ 7 kiến du lịch bùng nổ, thu hút thêm du khách từ Singapore. Johor Bahru là nơi đầu tiên tại Malaysia thực hiện kinh tế cácbon thấp.